# Bleekeria viridianguilla
 Bleekeria viridianguilla és una espècie de peix de la família dels ammodítids i de l'ordre dels perciformes.

## Morfologia
Els mascles poden assolir els 14,6 cm de longitud total.

## Distribució geogràfica
Es troba a Hong Kong, a Indonèsia i al nord-oest d'Austràlia.